# Curassanthura halma
Curassanthura halma là một loài chân đều trong họ Leptanthuridae. Loài này được Kensley miêu tả khoa học năm 1981.